# アーサフ・ハーン
アブール＝ハサン・アーサフ・ハーン（ウルドゥー語: ابوالحسن آصف خان, Abu'l-Hasan Asaf Khan, 生年不詳 - 1641年6月12日）は、ムガル帝国の政治家、武将。宰相でもある。ムムターズ・マハルの父でもある彼は、娘婿シャー・ジャハーンの帝位継承に重要な役割を果たした。

## 生涯

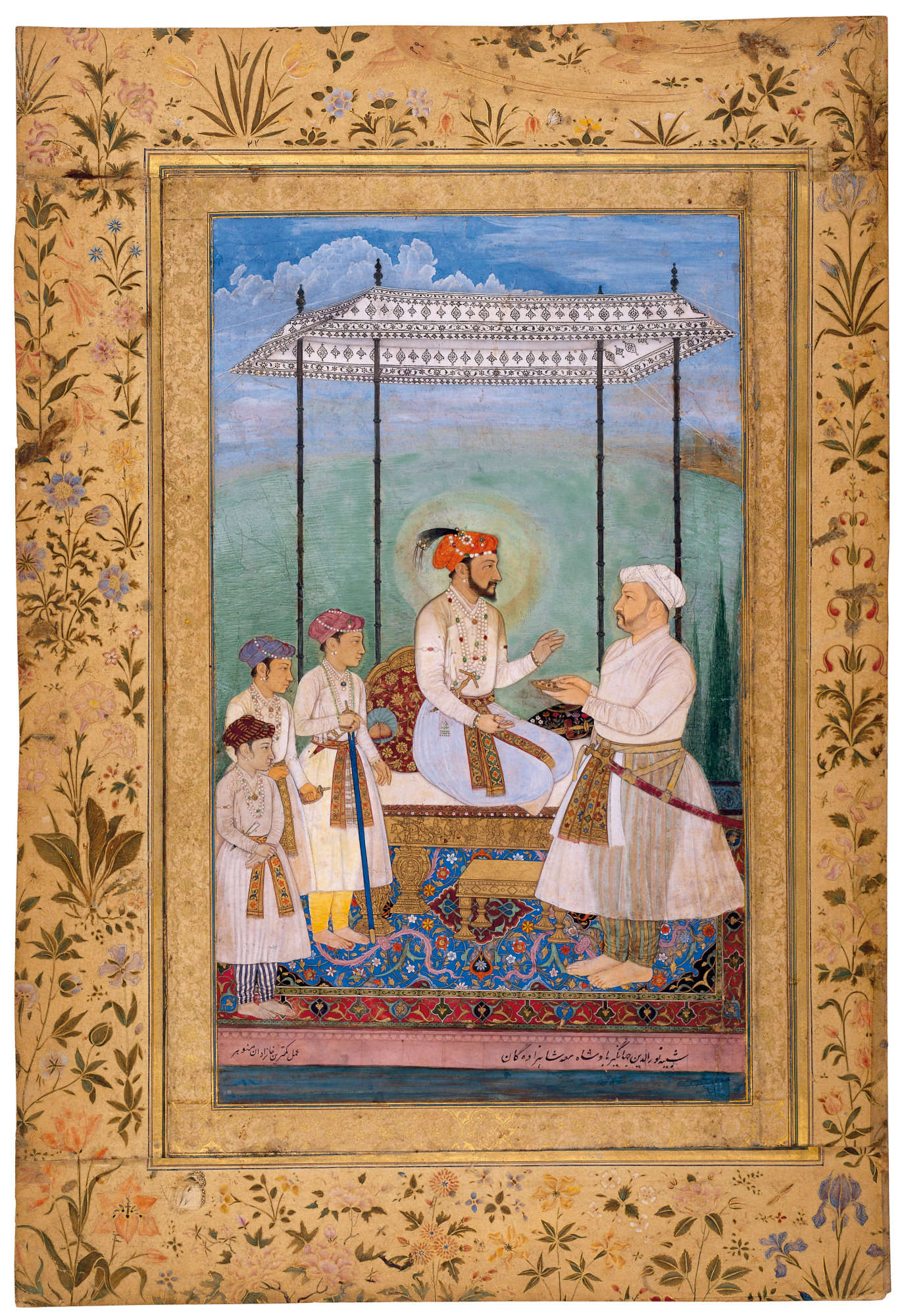
アーサフ・ハーンとシャー・ジャハーン及び3人の皇子

1569年、アーサフ・ハーンはイラン人の貴族ミールザー・ギヤース・ベグの息子として生まれた。
1610年頃から、皇帝ジャハーンギールは病気の発作を起こすようになり、ムガル帝国の国政はアーサフ・ハーン、宰相たる父や妃である姉ヌール・ジャハーン、皇子のフッラム（のちのシャー・ジャハーン）握られていた。アーサフ・ハーンは1612年に自身の娘ムムターズ・マハルをフッラムに嫁がせていた。
1627年10月28日、皇帝ジャハーンギールがカシミールからパンジャーブのラホールへ向かう途中死亡した。ジャハーンギール死去の際、ヌール・ジャハーンは居合わせていたが、皇位継承者たるフッラムとシャフリヤールはその場に居合わせていなかった。
さて、ヌール・ジャハーンの弟アーサフ・ハーンもその場に居合わせていた。だが、彼は自分の娘ムムターズ・マハルをフッラムに嫁がせていたため、彼はフッラムがデカンから帰還するときを稼ぐため、傀儡の皇帝ダーワル・バフシュを擁立した。その後、シャフリヤールの軍を破り、彼を捕らえた。シャフリヤールに娘を嫁がせていたかヌール・ジャハーンは事実上失脚した。
1628年1月24日、フッラムはアーグラに入って「シャー・ジャハーン」を名乗り、2月14日に帝位を宣し、帝国の皇帝となった。それに伴い、ヌール・ジャハーンの支持していたシャフリヤールをはじめとする多くの皇族が処刑された。
その後、デカンにいたフッラムにもこの知らせが届き、彼はアーサフ・ハーンにダーワル・バフシュらほかの皇子らの捕縛を命じ、デカンからアーグラに戻った。フッラムはデカンから帰還したのち、1628年1月19日に彼はリザー・バハードゥルという人物をラホールへ送り、アーサフ・ハーンはダーワル・バフシュとその弟グルシャースプを引き渡そうとした。
1641年6月12日、アーサフ・ハーンは死亡した。